# Hery Rajaonarimampianina
Hery Martial Rakotoarimanana Rajaonarimampianina (1958. november 6. – ) madagaszkári politikus, 2014. január 1-től az ország elnöke.
Megválasztása óta a világ államfőinek sorában ő viseli a leghosszabb családnevet.

## Gyermek - és ifjúkora
Rajaonarimampianina (továbbiakban: Hery) egy szerény anyagi különbségek között élő családban született. 1982-ben diplomázott Antananarivóban, majd Kanadába költözött, hogy befejezze tanulmányait. 
1991-ben Hery visszaköltözött Madagaszkárra és könyvelőként kezdett el dolgozni. Az INSCAE tanulmányi igazgatója lett, majd az Antananarivói Egyetemen lett pedagógus-asszisztens. 1995-ben AUDITEURS Associes - CGA, Antananarivo néven könyvelői céget hozott létre, kezdetben 50 munkatárssal. A cég később egész Madagaszkárra kiterjedt.

## Politikusi pályája
2009-ben pénzügyminiszterré választották, majd 2011-ben az Air Madagascar elnök-vezérigazgatójává választották. 2013-ban létrehozott egy politikai szövetséget, Új Madagaszkári Erők néven. Az elnökségért 32 másik jelölttel szállt szembe. Az elnökválasztás első fordulójában a szavazatok 15,62 százalékát kapta meg. A második forduló előtt erőteljes választási kampányba kezdett, melynek köszönhetően megnyerte a választást.